# Aeroportul Pobedilovo
Aeroportul Pobedilovo (IATA: KVX, ICAO: USKK) este un aeroport din Kirov, Municipal Formation of the City of Kirov⁠(d), Regiunea Kirov, Rusia ce deservește zona Kirov. Aeroportul a fost tranzitat în 2021 de 336.651 de pasageri.
Situat la o altitudine de 146 m, aeroportul dispune de 1 pistă.

## Infrastructură

### Piste
Aeroportul dispune de o singură pistă. Pista are orientarea 04/22. 